# Дуглас, Джордж, 1-й граф Дамбартон
Генерал-майор Джордж Дуглас, граф Дамбартон и лорд Эттерик (англ. George Douglas, 1st Earl of Dumbarton; 1635 — 20 марта 1692) — шотландский дворянин и профессиональный военный, который провел большую часть своей карьеры на службе у короля Франции Людовика XIV. В 1678 году он вернулся в Англию; будучи католиком, он был доверенным слугой короля Англии Якова II и отправился с ним в изгнание после Славной революции 1688 года. Он умер во дворце Сен-Жермен-ан-Ле в марте 1692 года.

## Ранняя жизнь
Джордж Дуглас, впоследствии граф Дамбартон, родился в 1635 году, вероятно, в замке Дуглас в Ланаркшире, один из 13 детей Уильяма Дугласа, 1-го маркиза Дугласа (ок. 1589—1660) и его второй жены, леди Мэри Гордон (ок. 1600—1674). Его старшим братом был Уильям Дуглас, будущий герцог Гамильтон, в то время как сводными братьями от первого брака маркиза были лорд Джеймс Дуглас и Арчибальд Дуглас, граф Ангус.
К 1630-м годам подавляющее большинство шотландцев принадлежало к протестантской церкви Шотландии или кирка; католицизм был ограничен частями аристократии, такими как маркиз Дуглас и леди Мэри, и отдаленными районами Нагорья, говорящими на гэльском языке. Правительство Ковенантов, правившее Шотландией во время Войны трёх королевств 1638—1651 годов, приказало воспитывать детей Дугласов как протестантов; чтобы избежать этого, Джордж Дуглас был отправлен во Францию, и он впервые появляется в пропуске о безопасном поведении, датированном 1647 годом, дающем ему разрешение на это.
Джордж и большая часть его ближайших родственников остались католиками, но его сводный брат граф Ангус стал протестантом; его старший брат Уильям Дуглас сделал то же самое, чтобы жениться на богатой пресвитерианке Энн Гамильтон.
Сам Джордж Дуглас женился на Энн, дочери Джорджа Уитли и сестре герцога Нортумберленда. У них был один выживший сын, Джордж Дуглас, 2-й граф Дамбартон (1687—1749).

## Карьера

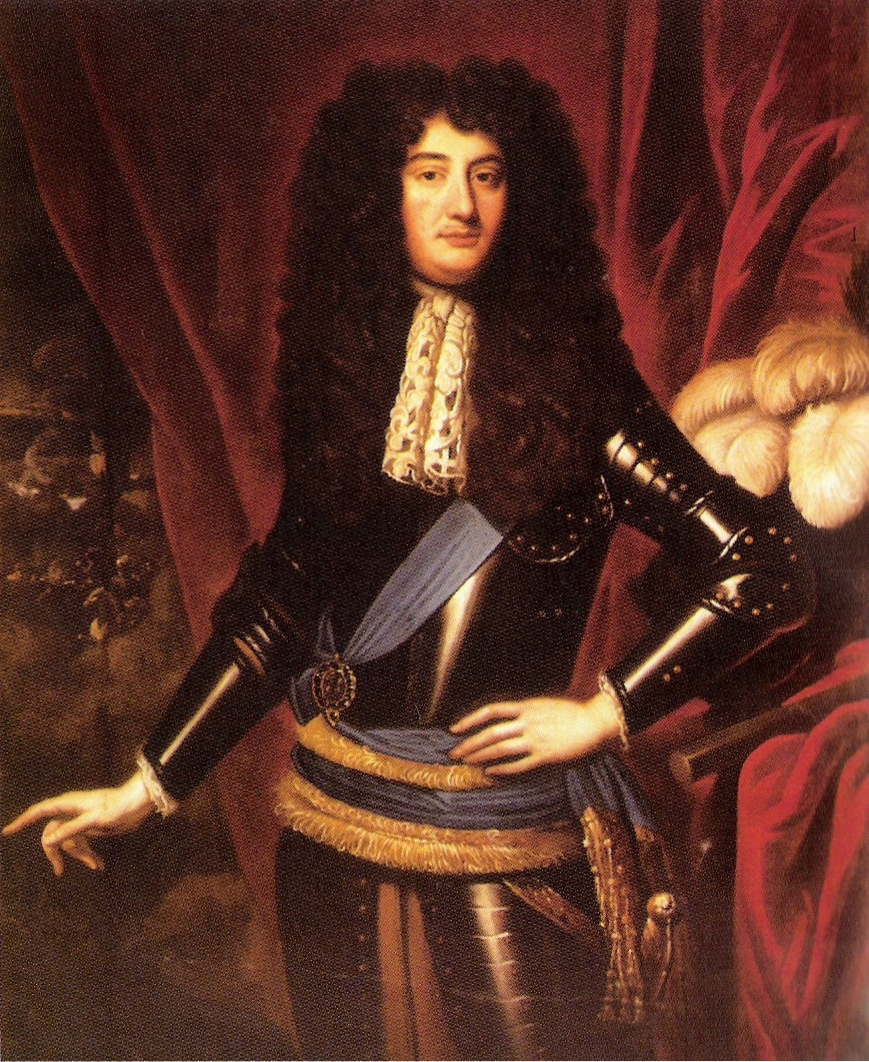
Уильям Дуглас, герцог Гамильтон (1634—1694); старший брат графа Дамбартона

Во время Междуцарствия 1649—1660 годов, последовавшего за казнью короля Карла I в январе 1649 года, многие роялисты жили в изгнании и присоединились к подразделениям на дипломатической службе, таким как голландско-шотландская бригада. Такие формирования были общими для всех армий, причем лояльность часто основывалась на религии или личных отношениях. Маршалл Тюренн (1611—1675), считавшийся величайшим полководцем своего времени, был французским протестантом, служившим в голландской армии с 1625 по 1635 год .

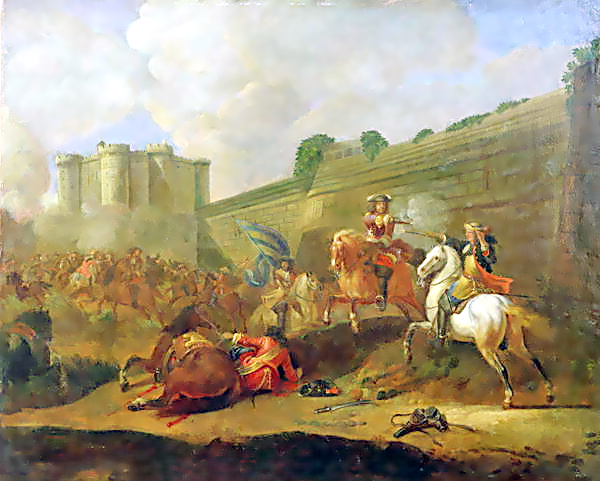
Битва при предместье Сент-Антуан, 1652 год. Полк Дамбартона был частью королевской армии, которая одержала эту победу

Одним из таких подразделений был «Полк Дугласа»; сформированный в 1633 году и завербованный в Шотландии, он с тех пор служил во французской армии . В этот период полки были личной собственностью их полковника и ценными финансовыми активами; в 1645 году право собственности перешло к графу Ангусу, который остался в Шотландии и назначил полковника графа Дамбартона в 1653 году.
Сложная политика этого периода означала, что такие люди, как Дамбартон, нуждались как в политических, так и в военных навыках; во время Фронды 1648—1653 годов или Гражданской войны во Франции, как иностранное подразделение с католическим офицерством, его полк был одним из немногих, на кого мог положиться молодой король Людовик XIV. Однако на последних этапах франко-испанской войны 1635—1659 годов Франция вступила в союз с Английским Содружеством против Испании. Многие изгнанные роялисты во Франции, включая будущего короля Англии Якова II, теперь перешли на другую сторону, и полк был назначен на гарнизонную службу, чтобы предотвратить его дезертирство.
В 1660 году Карл II был восстановлен в качестве короля Шотландии и Англии, что привело к попытке государственного переворота в январе 1661 года пуританскими радикалами. Войска Дамбартона были отправлены в Англию, но восстание было быстро подавлено, и они вернулись во Францию, поскольку парламент Кавалеров отказался финансировать замену расформированной армии Новой модели; это будет проблемой на протяжении всего правления Карла II.

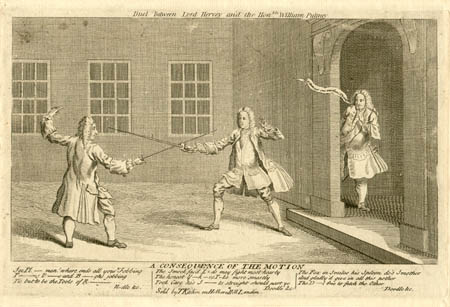
Дуэль; обычная практика того периода, граф Дамбартон был так тяжело ранен в одной из них, что сообщалось о его смерти в октябре 1669 года

Дамбартон оставался во Франции до 1678 года, за исключением короткого периода во время Второй англо-голландской войны 1664-67 годов, когда его подразделение базировалось на верфи Чатема. В 1667 году, полк был обвинен в мародерстве после рейда на Медуэй и получил приказ вернуться во Францию; в ожидании транспорта, более 700 из 1500 человек дезертировали . В октябре 1669 года граф Дамбартон был так тяжело ранен на дуэли, что о его смерти сообщили в газетах .
В соответствии с Дуврским договором 1670 года Англия заключила союз с Францией против Голландской республики, включая поставку 6000 военнослужащих для французской армии. В нем также содержались секретные положения, которые не были раскрыты до 1771 года, включая выплату Карлу II 230 000 фунтов стерлингов в год за эти войска. Бригада сражалась в основном в Рейнской области, чтобы избежать возможных столкновений с англичанами и шотландцами, служащими вместе с голландцами; большая ее часть была предоставлена Дамбартоном, чей полк был расширен до 33 рот или 3432 человек.

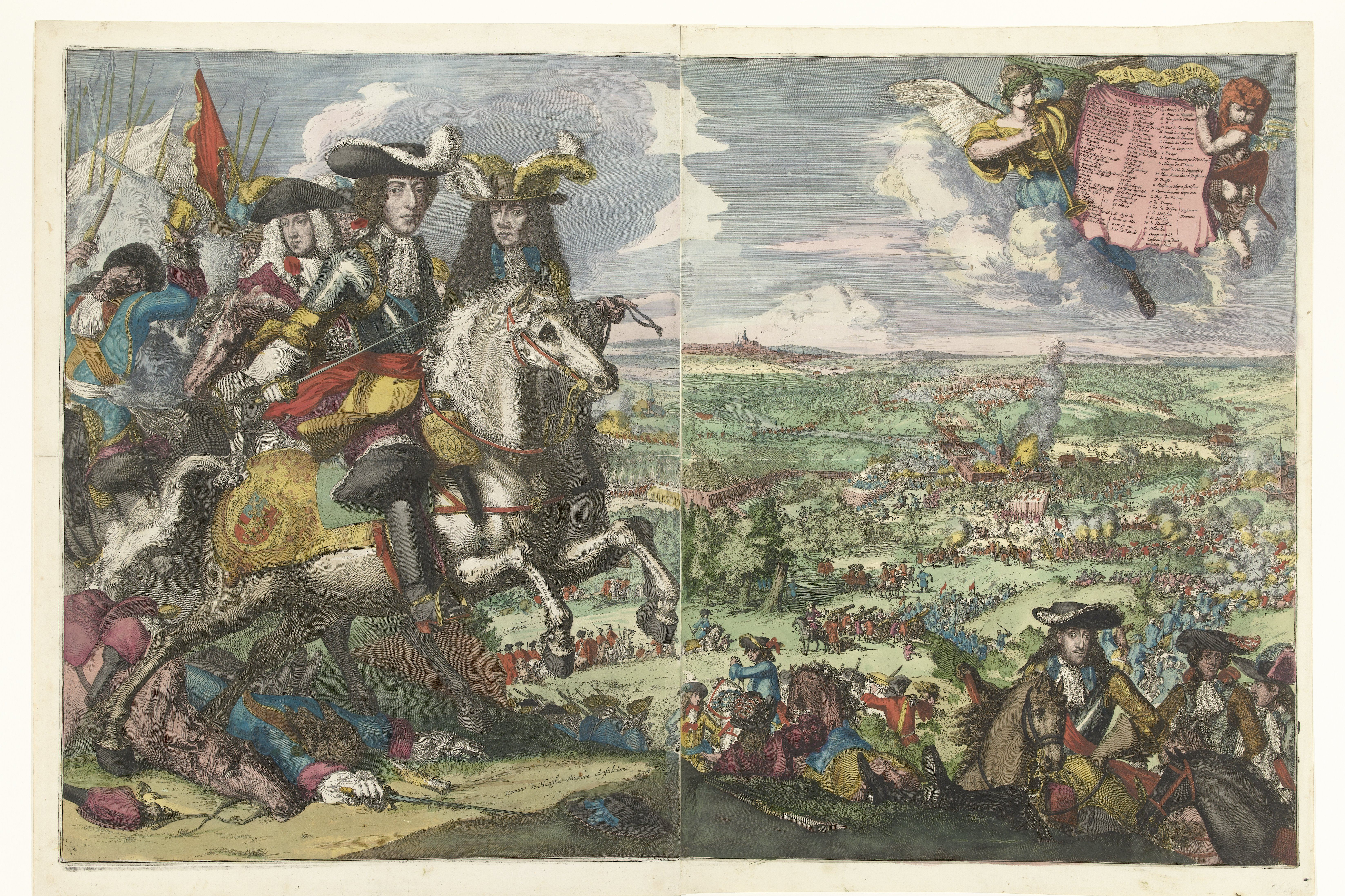
Битва при Сен-Дени 1678 года, завершившая франко-голландскую войну

Однако союз с католической Францией был крайне непопулярен, и Англия вышла из войны после Вестминстерского договора 1674 года. Карл II призвал графа Дамбартона и других членов бригады оставаться на французской службе в 1672—1678 во время Франко-голландской войны. В 1675 году король Карл II пожаловал Джорджу Дугласу титулы графа Дамбартона и лорда Эттерика. В 1677 году король Франции Людовик XIV назначил его лагерным маршалом или генерал-лейтенантом французской армии .

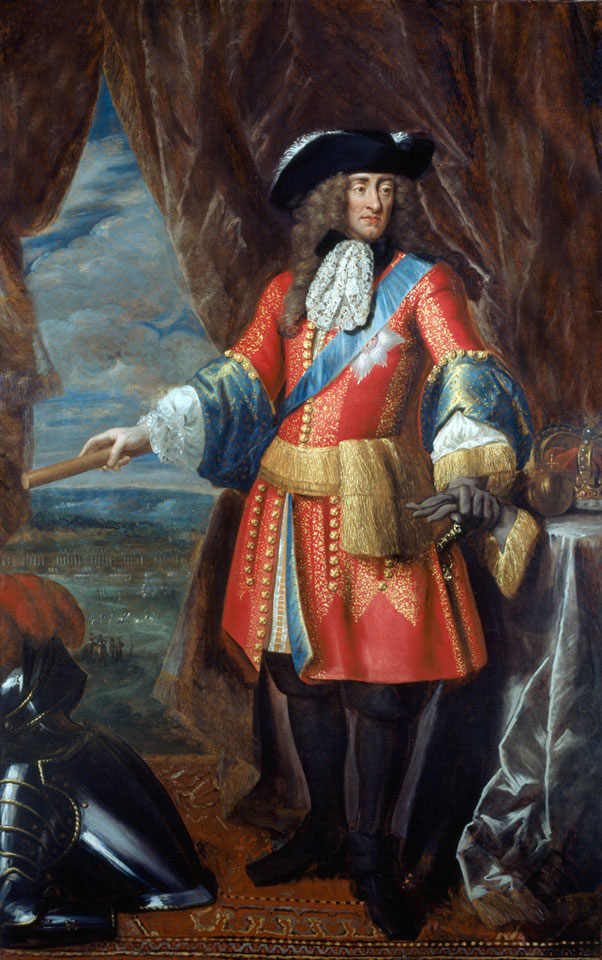
Принц Джеймс, герцог Йорский, около 1685 года, как глава армии, в генеральском офицерском парадном мундире

В 1678 году опасения по поводу католика Якова, сменившего Карла II, привели к Папскому заговору, в ходе которого более 100 человек были ложно обвинены в заговоре с целью убийства короля. 22 человека были казнены, за этим последовал кризис исключения 1678—1681 годов. В то же время окончание франко-голландской войны привело к тому, что в июне 1678 года полк Дамбартона был уволен из французской армии; в январе 1679 года он был реформирован и внесен в список английских военных учреждений как «Первая нога». Это был временный ответ на неурегулированный политический климат, и чтобы уменьшить парламентский контроль, полк был отправлен в Ирландию в 1680 году, часть его также присоединилась к Танжерскому гарнизону.

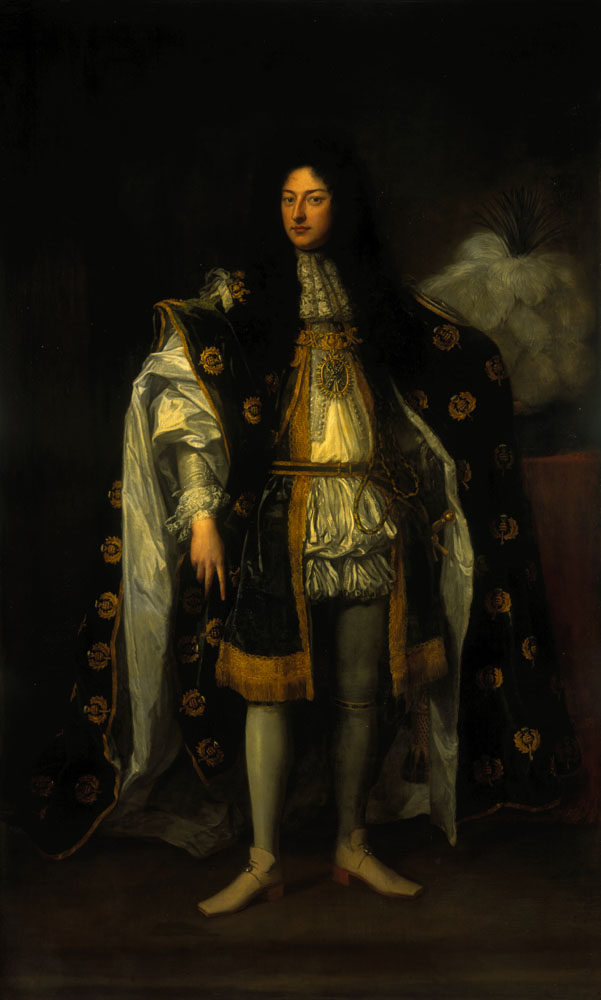
граф Мелфорт, лидер партии Шотландского двора, в которую входил граф Дамбартон

Как католический военный профессионал и давний слуга Людовика XIV, граф Дамбартон вызывал у вигов большое подозрение; он обратился к королю Карлу с ходатайством о компенсации финансовых потерь, возникших в результате Закона об испытаниях 1678 года, который запретил ему занимать пост полковника в своем полку. На самом деле ничего не изменилось; в 1685 году он был восстановлен в звании полковника.
Не имея постоянной армии, наемные отряды, такие как Дамбартоны, были средством создания резерва обученных английских и шотландских профессионалов. Наиболее значительной из них была бригада голландских шотландцев, состоящая из английских и шотландских полков, служивших Вильгельму Оранскому. В то время как Карл теоретически контролировал назначение офицеров, на самом деле это требовало переговоров, и попытки назначить графа Дамбартона командиром бригады в 1680 году были отвергнуты Вильгельмом Оранским .
Принц Яков, герцог Йоркский, был отправлен в Эдинбург в 1681 году в качестве лорда-верховного комиссара в парламенте Шотландии; в течение следующих двух лет он основал шотландскую придворную партию, состоящую из католиков, таких как графы Мелфорт и Дамбартон, а также поддерживающих протестантов, таких как его брат, герцог Гамильтон. В августе 1681 года шотландский парламент принял Акт о престолонаследии, который подтвердил божественное право королей, права естественных наследников «независимо от религии», обязанность всех присягать на верность этому королю и независимость шотландской короны. Однако терпимость к личному католицизму не распространялась на католицизм в целом; Закон о шотландских испытаниях 1681 года также требовал, чтобы все государственные чиновники и депутаты присягали на безоговорочную верность королю, но с важным уточнением они «обещают поддерживать истинную протестантскую религию».
В 1683 году распространились слухи, что граф Дамбартон собирался заменить протестанта Томаса Далейля на посту главнокомандующего в Шотландии, что может объяснить, почему его попросили возглавить дипломатическую миссию во Франции в июле . В 1684 году Карл заплатил ему 1500 фунтов стерлингов в качестве компенсации за убытки, понесенные в результате его католицизма.
Яков II Стюарт стал королем Англии в феврале 1685 года, а в июне граф Дамбартон помог подавить восстание Аргайла; некоторое время он занимал пост главнокомандующего в Шотландии, но в октябре его заменил пресвитерианин Уильям Драммонд, виконт Стреттелан. Однако в обмен на свою поддержку он получил конфискованные поместья Эндрю Флетчера из Салтуна. В 1687 году он был одним из основателей Ордена Чертополоха вместе со своим племянником, графом Арраном.
После того, как король Яков был свергнут во время Славной революции в ноябре 1688 года, граф Дамбартон сопровождал его в изгнании во Франции и умер в Сен-Жермен-ан-Ле в марте 1692 года; он был похоронен в аббатстве Сен-Жермен-де-Пре среди других членов его семьи.